# Spomen-križ u Glamoču
Spomen-križ u Glamoču je spomen-križ žrtvama Domovinskog rata. Nalazi se u Glamoču.
Križ je podignut 29. srpnja 1996. godine. Dali su ga podići UDVDR HVO HB i pučanstvo Glamoča. Postolje križa tvori polukružni kameni luk. Postolje je u tri dijela, poput pobjedničkog postolja, s tim da su lijevo i desno postolje iste visine. Križ je na najvišem, središnjem postolju. Križ je zlatne boje i izrađen od kovine. Visine je oko 4 metra. Najduži krak se prema kraćim krakovima odnosi oko 2,5:1.Luk zaokružuje mali kameni plato. Ispod križa, na luku od kamena je četvorinasta crna granitna ploča na kojoj je uklesan grb Hrvatske Republike Herceg-Bosne. Početno polje je bijelo. Srebrnu heraldičku boju predstavlja zagasita svijetlosiva, a crvenu heraldičku boju predstavlja crna podloga. Pleter iz grba je zagasito svijetlosiv. Ploča s grbom je prilijepljena na kameno postolje-luk križa i stoji okomito. Ispod ploče na kojoj je grb je na nakošeni dio postolja na kojoj piše kome je križ u spomen. Sva slova su velika tiskana, uklesana i zlatne boje latinicom, kao i brojke iz nadnevka. Na ploči je ovaj tekst koji je centriran:

Žrtvama Domovinskog 

rata

Poneseni ljubavlju prema zemlji,

narodu i Bogu dali su 

svoj život za domovinu

U donjem desnom dijelu, poravnano s lijeve strane u dva reda uklesana je tekst velikim tiskanim zlatnim latiničnim slovima:

UDVDR HVO HB i

pučanstvo Glamoča.

Nadnevak postavljanja piše u dolnjem lijevom dijelu tiskanim zlatnim znamenkama i u istom je redku gdje i tekst "pučanstvo Glamoča":

29.7.1996.